# Gaillefontaine
Gaillefontaine és un municipi francès situat al departament del Sena Marítim i a la regió de Normandia. L'any 2007 tenia 1.386 habitants.

## Demografia

### Població
El 2007 la població de fet de Gaillefontaine era de 1.386 persones. Hi havia 541 famílies de les quals 155 eren unipersonals (72 homes vivint sols i 83 dones vivint soles), 151 parelles sense fills, 187 parelles amb fills i 48 famílies monoparentals amb fills.
La població ha evolucionat segons el següent gràfic:
Habitants censats

### Habitatges
El 2007 hi havia 627 habitatges, 547 eren l'habitatge principal de la família, 40 eren segones residències i 39 estaven desocupats. 480 eren cases i 143 eren apartaments. Dels 547 habitatges principals, 298 estaven ocupats pels seus propietaris, 236 estaven llogats i ocupats pels llogaters i 13 estaven cedits a títol gratuït; 7 tenien una cambra, 28 en tenien dues, 116 en tenien tres, 187 en tenien quatre i 210 en tenien cinc o més. 299 habitatges disposaven pel capbaix d'una plaça de pàrquing. A 292 habitatges hi havia un automòbil i a 162 n'hi havia dos o més.

### Piràmide de població
La piràmide de població per edats i sexe el 2009 era:
| Homes | Edats   | Dones |
| ----- | ------- | ----- |
| 0     | 95 o +  | 8     |
| 8     | 90 a 94 | 36    |
| 12    | 85 a 89 | 16    |
| 16    | 80 a 84 | 8     |
| 24    | 75 a 79 | 44    |
| 28    | 70 a 74 | 32    |
| 44    | 65 a 69 | 32    |
| 32    | 60 a 64 | 32    |
| 8     | 55 a 59 | 16    |
| 20    | 50 a 54 | 12    |
| 40    | 45 a 49 | 44    |
| 64    | 40 a 44 | 64    |
| 40    | 35 a 39 | 40    |
| 60    | 30 a 34 | 56    |
| 52    | 25 a 29 | 44    |
| 44    | 20 a 24 | 88    |
| 48    | 15 a 19 | 44    |
| 56    | 10 a 14 | 60    |
| 52    | 5 a 9   | 40    |
| 40    | 0 a 4   | 68    |

## Economia
El 2007 la població en edat de treballar era de 824 persones, 600 eren actives i 224 eren inactives. De les 600 persones actives 502 estaven ocupades (295 homes i 207 dones) i 99 estaven aturades (40 homes i 59 dones). De les 224 persones inactives 62 estaven jubilades, 60 estaven estudiant i 102 estaven classificades com a «altres inactius».

### Ingressos
El 2009 a Gaillefontaine hi havia 527 unitats fiscals que integraven 1.286 persones, la mediana anual d'ingressos fiscals per persona era de 13.874 €.

### Activitats econòmiques
Dels 53 establiments que hi havia el 2007, 3 eren d'empreses alimentàries, 5 d'empreses de fabricació d'altres productes industrials, 7 d'empreses de construcció, 14 d'empreses de comerç i reparació d'automòbils, 1 d'una empresa de transport, 2 d'empreses d'hostatgeria i restauració, 2 d'empreses financeres, 1 d'una empresa immobiliària, 3 d'empreses de serveis, 9 d'entitats de l'administració pública i 6 d'empreses classificades com a «altres activitats de serveis».
Dels 12 establiments de servei als particulars que hi havia el 2009, 1 era una oficina de correu, 2 tallers de reparació d'automòbils i de material agrícola, 1 paleta, 2 lampisteries, 2 empreses de construcció i 4 perruqueries.
Dels 5 establiments comercials que hi havia el 2009, 1 era una botiga de més de 120 m², 2 fleques, 1 una fleca i 1 una peixateria.
L'any 2000 a Gaillefontaine hi havia 32 explotacions agrícoles que ocupaven un total de 1.638 hectàrees.

## Equipaments sanitaris i escolars
L'únic equipament sanitari que hi havia el 2009 era una farmàcia.
El 2009 hi havia 1 escola maternal i 1 escola elemental.

## Poblacions més properes
El següent diagrama mostra les poblacions més properes.